# کادیلاک ایکس‌ال‌آر

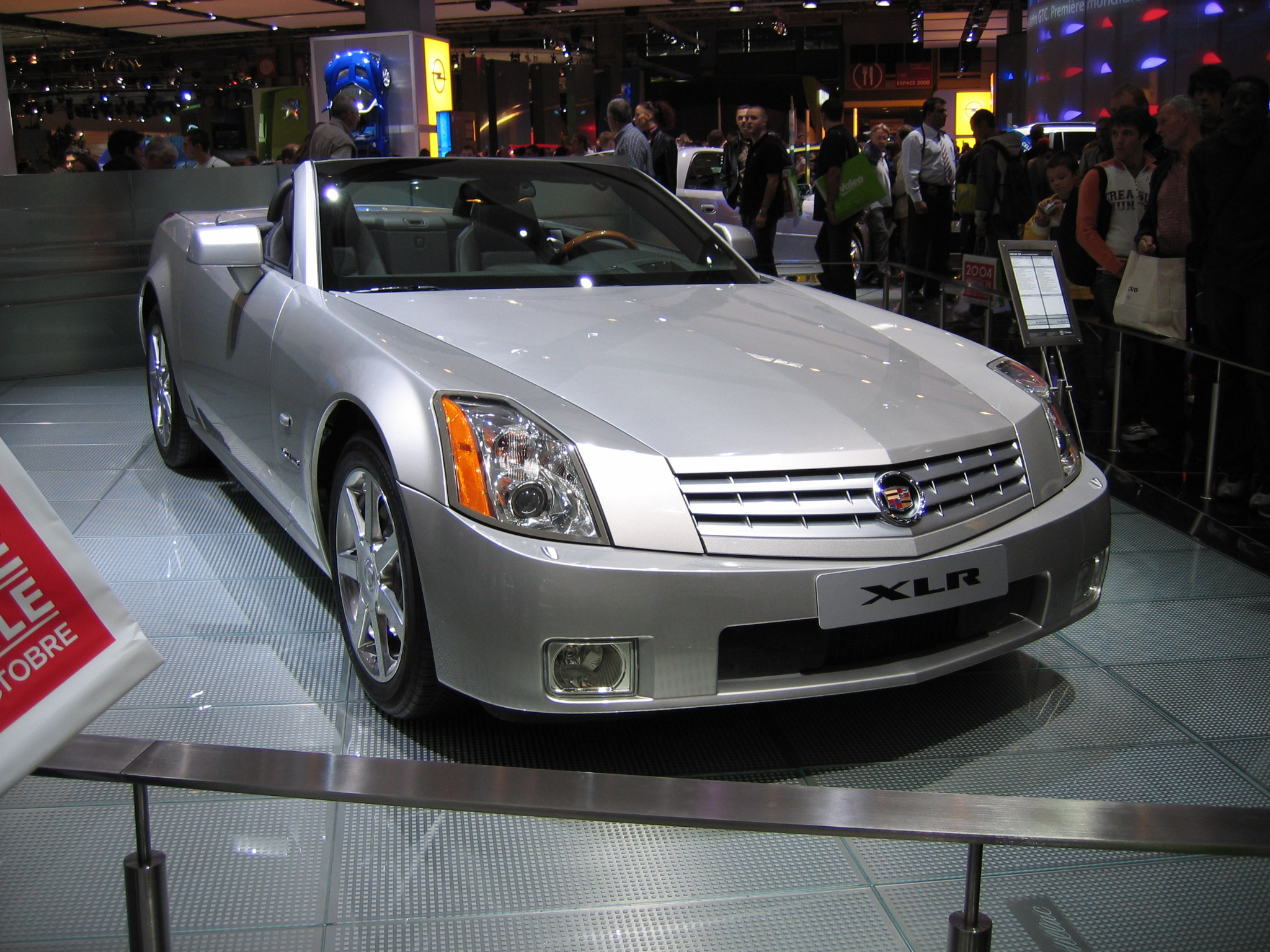

کادیلاک ایکس‌ال‌آر (Cadillac XLR) خودرویی است که در سال‌های ۲۰۰۳ تا ۲۰۰۹ در ایالات متحده آمریکا تولید شده است. طراحی آن خودروهای موتور جلو-محور عقب بوده است. سیستم جعبه‌دندهٔ آن ۶ دنده به‌صورت خودکار است.